# Conservatory (architettura)

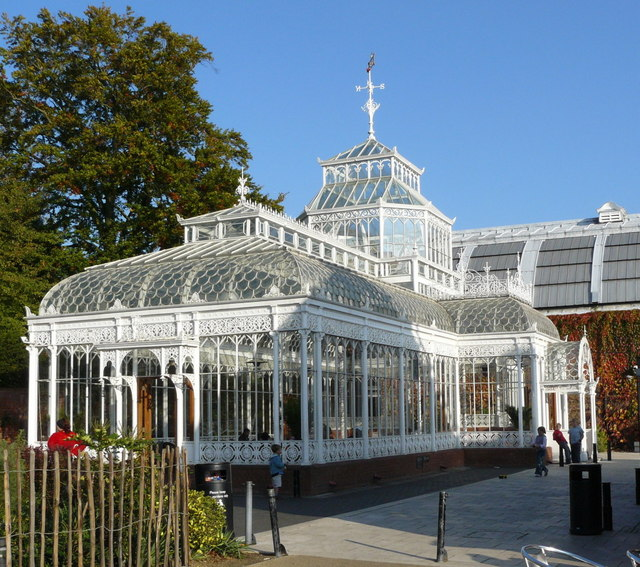
Un conservatory tradizionale, Horniman Museum a Londra.

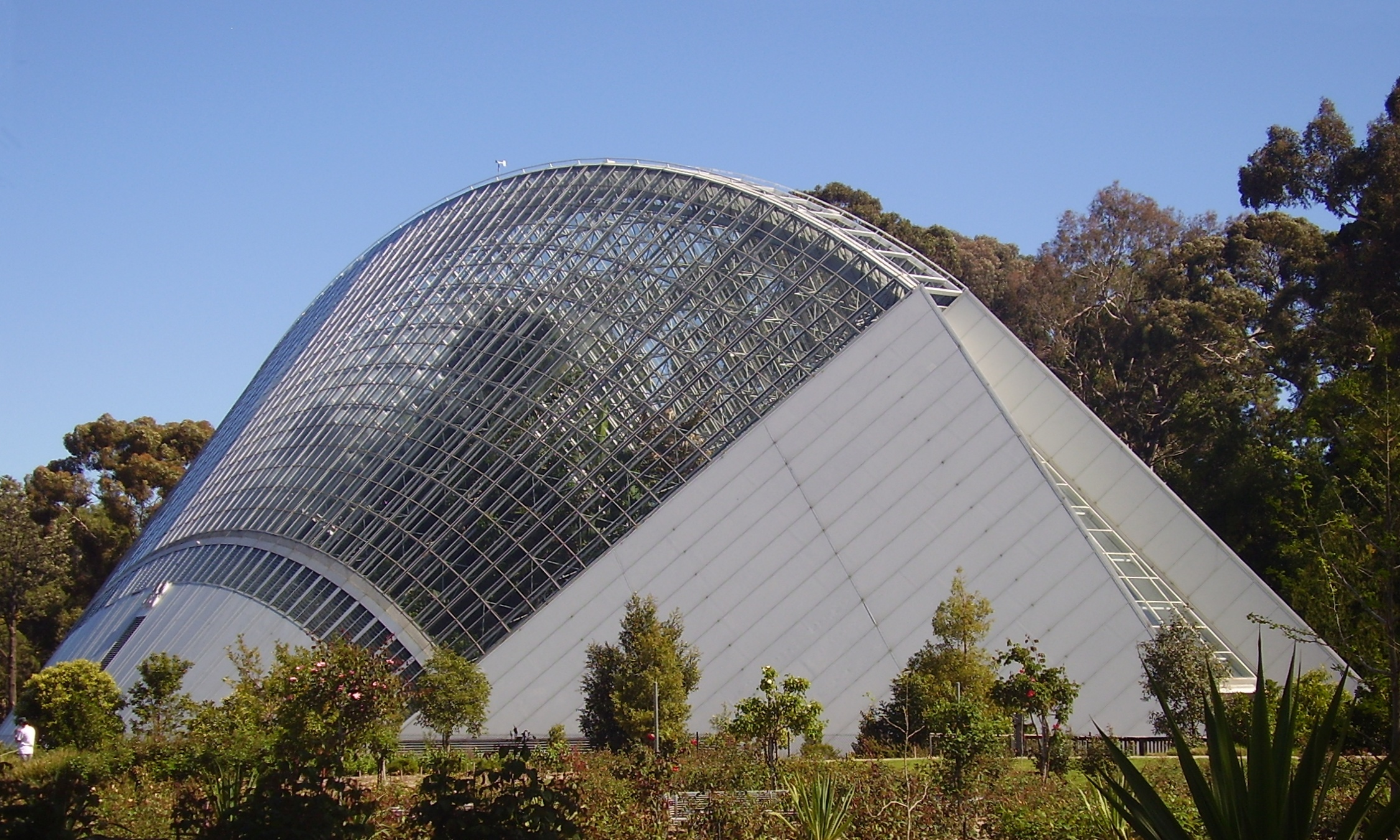
Un conservatory moderno, Adelaide's Bicentennial Conservatory.

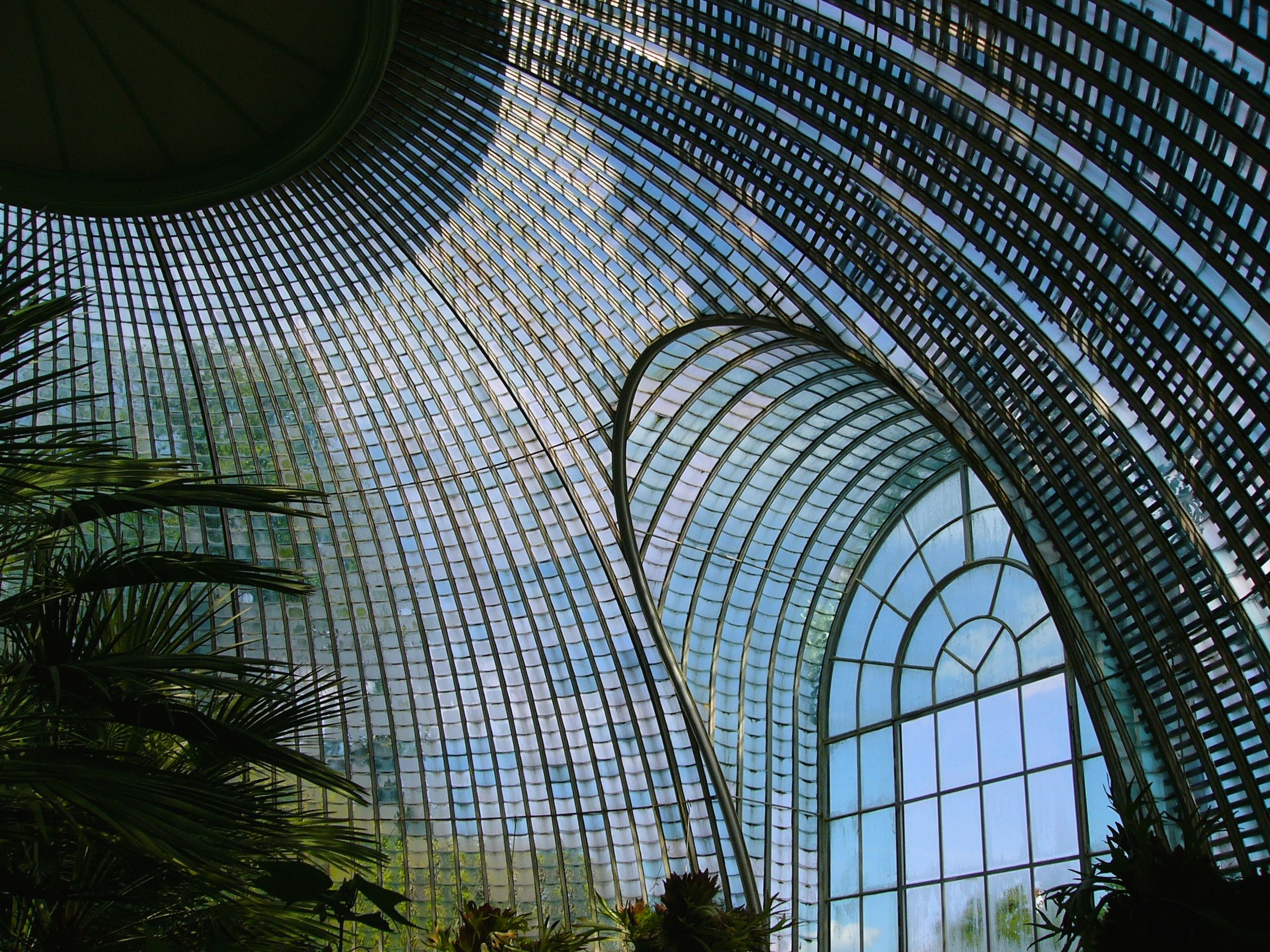
Interno di un conservatory al Lednice–Valtice Cultural Landscape, Repubblica Ceca.

Il conservatory è un edificio o una stanza con tetto e pareti in vetro - o tela cerata - con il fine di utilizzare tale spazio come serra o veranda. È un ambiente abitato dotato di piante, il che costituisce la principale differenza con serre e verande il cui utilizzo è limitato alla cura delle piante senza una presenza fissa dell'uomo.
In lingua italiana sono utilizzate espressioni come giardino d'inverno o orangerie, tuttavia non esiste una traduzione univoca dato che spesso gli stessi termini indicano delle serre più che spazi dedicati all'uomo.
Il conservatory, se inserito all'interno di una residenza, è tipicamente affiancato alla casa su un solo lato.
Fra il 1830 ed il 1870, a cavallo della seconda rivoluzione industriale, furono costruiti gli esempi più illustri di conservatory. Appartengono a questo periodo, o poco più tardi, i più eccelsi esempi italiani:
- il Tepidario nel Giardino dell’Orticoltura a Firenze (gli Orti di Parnaso) dell’architetto Giacomo Roster;
- la Serra Carolina presso l’Orto Botanico di Palermo;
- la Serra di Palazzo Corsini a Roma;
- la Serra di Villa Giulia a Napoli;
- la Serra di Pollone della famiglia Piacenza a Biella.

I conservatory ebbero origine nel XVI secolo, quando ricchi proprietari terrieri cercarono di coltivare agrumi - come limoni e arance - che avevano iniziato ad apparire sulle loro tavole da pranzo, portati dai commercianti delle regioni più calde del Mediterraneo.
I conservatory comunali divennero popolari all'inizio del XIX secolo.

## Gallery

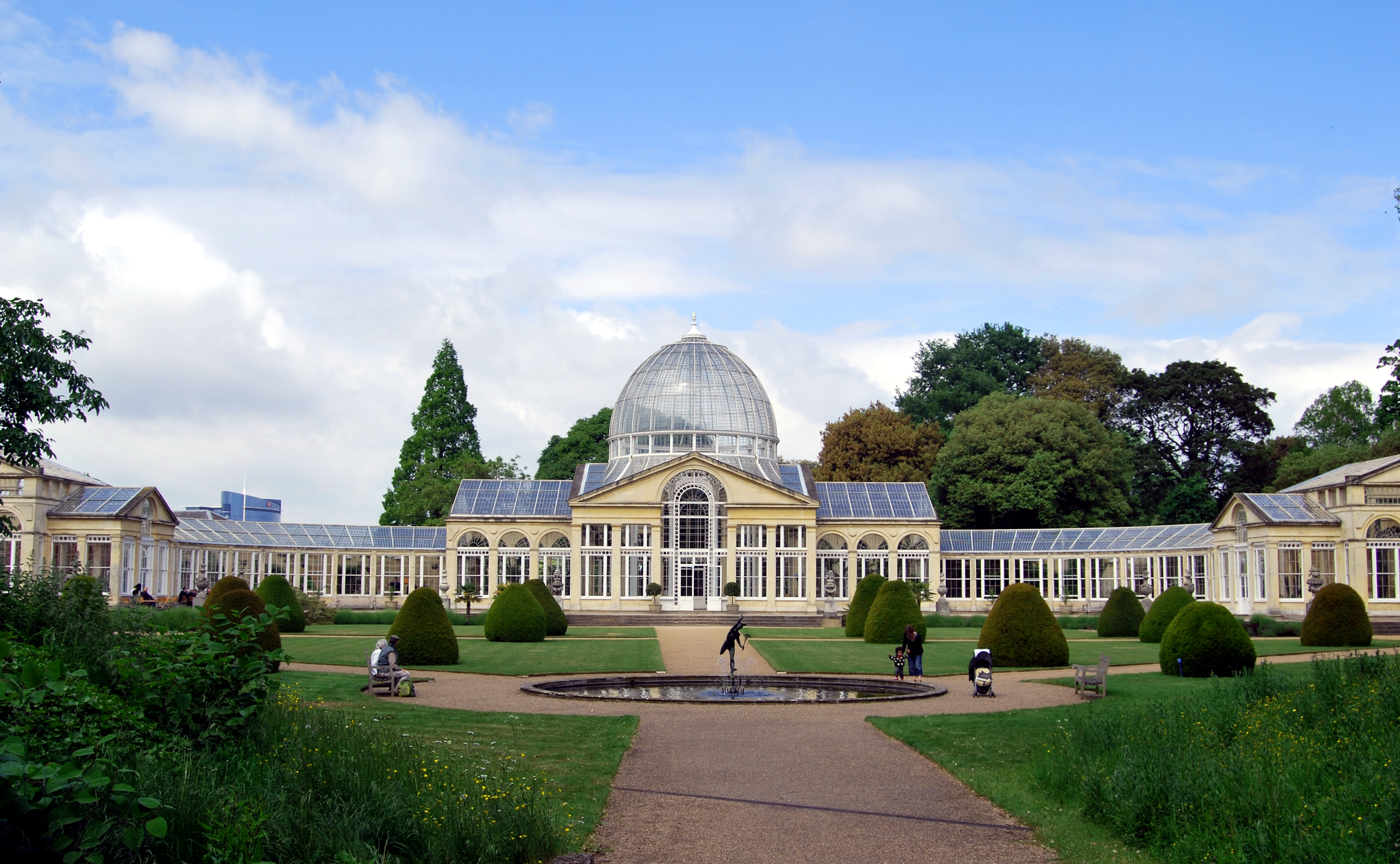
Syon House Grand Conservatory, Brentford, Londra.
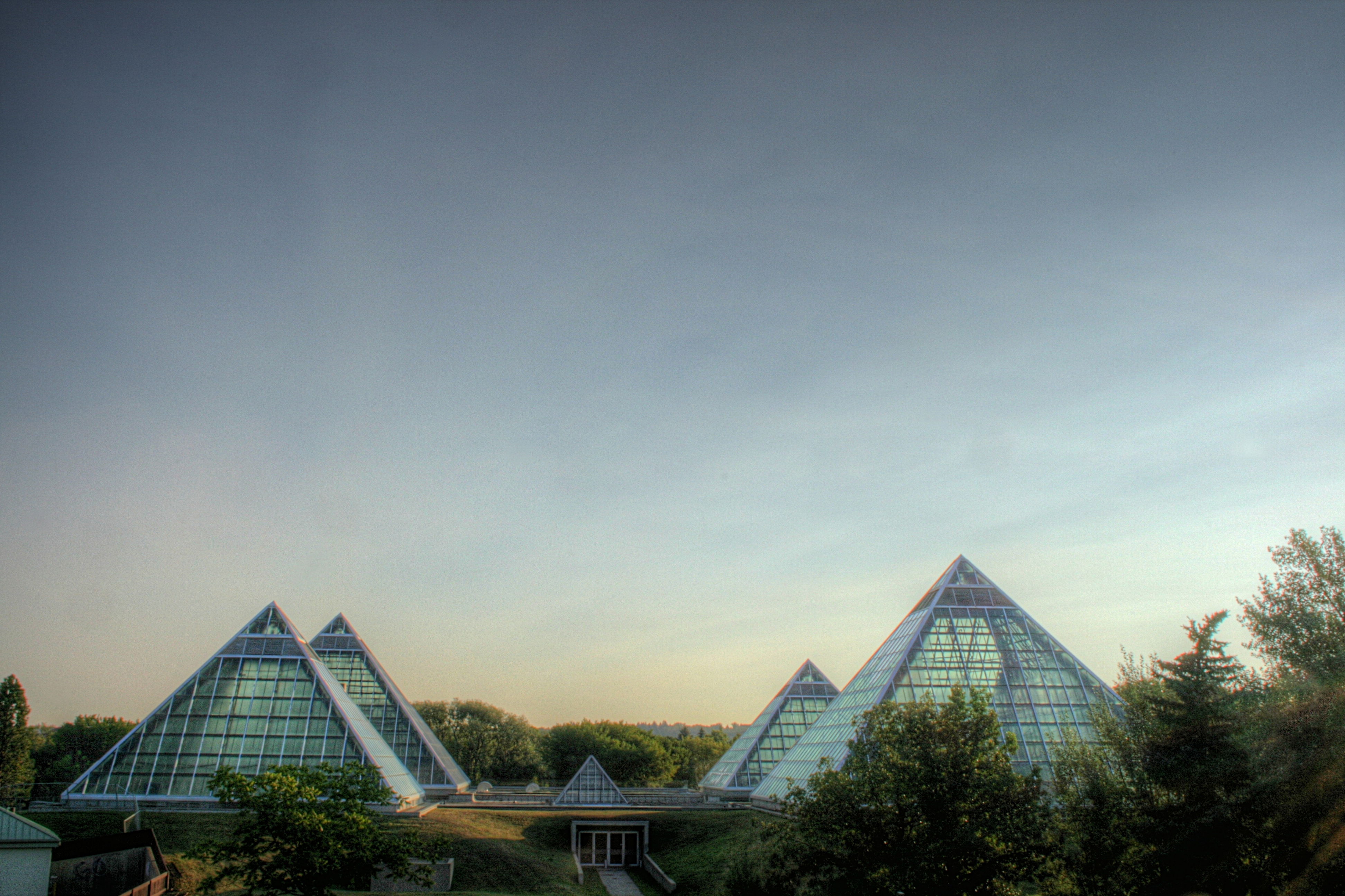
Dawn at the Muttart Conservatory in Edmonton, Alberta, Canada.
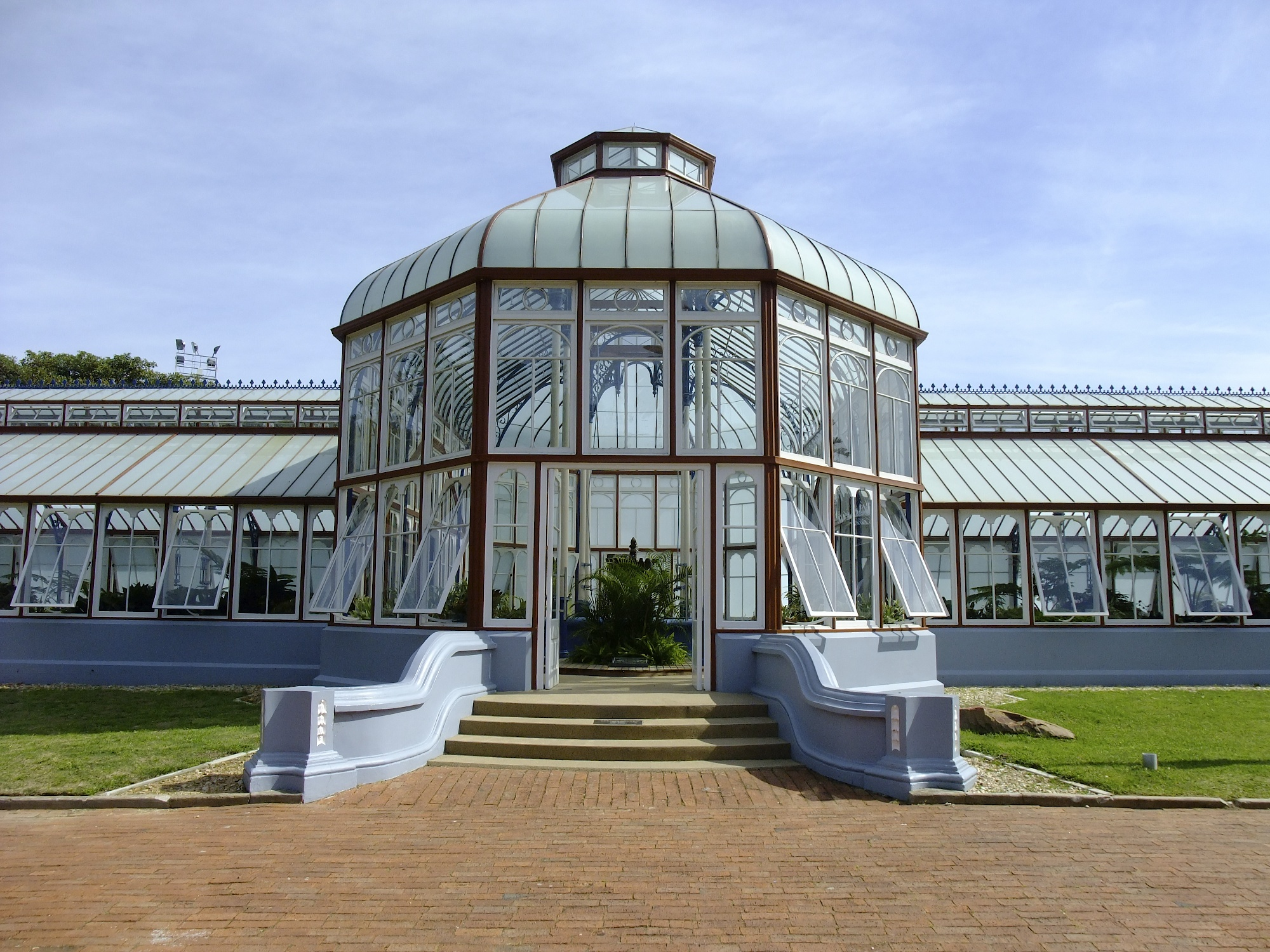
Pearson Conservatory, Port Elizabeth, Sudafrica.
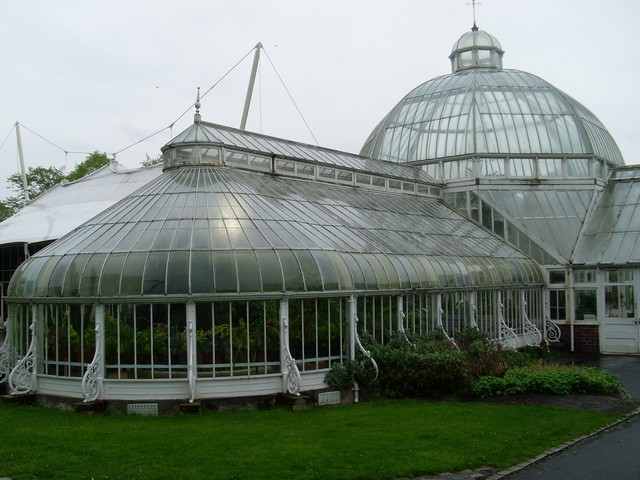
The Tollcross Winter Gardens, Glasgow, Regno Unito.
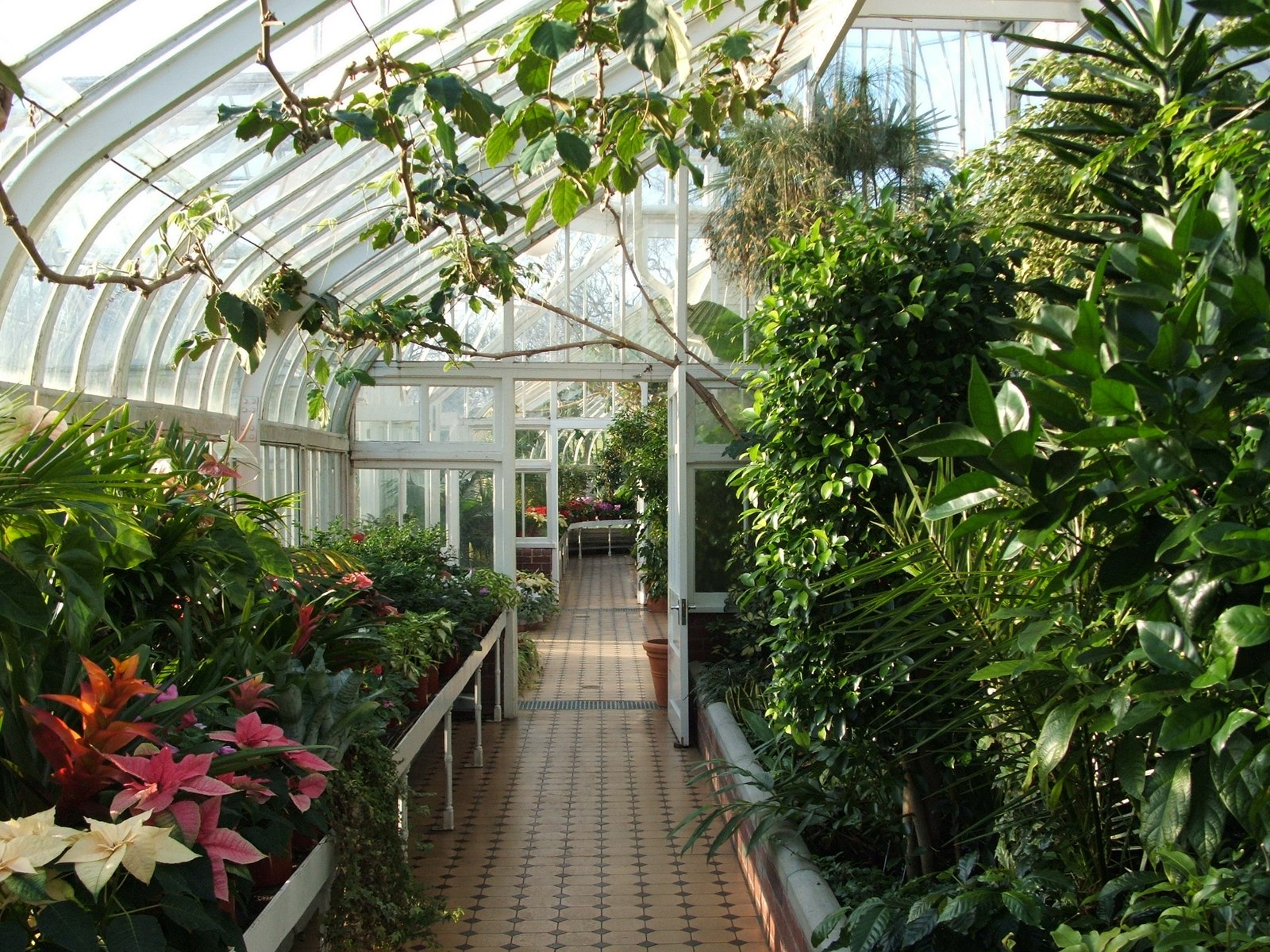
Interno del Tollcross Winter Gardens, Glasgow, Regno Unito.